# Recente conflicten in Libanon
Onderstaand overzicht betreft conflicten in de recente Geschiedenis van Libanon sinds 1840. Zie ook het artikel over de Libanese burgeroorlog van 1975 tot 1990.

## 1840-1860 De Eerste Burgeroorlog
tussen Druzen en Maronieten
(nog te doen)

## 1925: Opstand van de Druzen
In reactie op beleidsmaatregelen van het Franse bestuur dat verantwoordelijk was voor het woongebied van de Druzen, onder leiding van gouverneur Carbillet (gekozen door de Druzen), kwamen de Druzen in opstand. De Druzen waren van mening dat de maatregelen de tradities en machtsstructuur van de Druzen aantastten. Toen de Hoge Commissaris, generaal Maurice Sarrail daarbovenop vooraanstaande Druzen liet arresteren, brak in juli 1925 een volksopstand uit geleid door Sultan al-Atrash. Tijdens het begin van de opstand versloeg hij enkele malen het Franse leger dat was opgeroepen om de opstand te beteugelen. Ook sloot hij een verbond met Syrische nationalisten van de Volkspartij.
Als gevolg van dit verbond bereikte de opstand, die in het Libanon gebergte begon, na verloop van tijd Damascus. In reactie hierop besloten de Fransen tot een bombardement van Damascus over te gaan, echter zonder veel resultaat. De opstand verspreidde zich over Zuid-Libanon en in 1926 besloten de Fransen tot een hernieuwd offensief tegen Damascus, ditmaal met meer succes. Het zou echter nog tot 1927 duren voordat de Fransen de rust hadden hersteld.
Als reactie op de Druzenopstand besloot het Franse bestuur voortaan de gouverneur niet meer te laten kiezen door de bevolking maar zelf aan te wijzen.

## 1952: De Rozenwater revolutie
In 1952 vond de Rozenwater revolutie plaats. De naam refereert aan het geweldloze karakter dat de revolutie had die leidde tot het aftreden van de president van Libanon, Beschara Al Khoury.
Khoury was de eerste president van Libanon na de onafhankelijkheid die het land in 1943 verkreeg. Alhoewel hij in 1949 opnieuw werd gekozen tot president, liep zijn populariteit gedurende zijn tweede presidentstermijn sterk terug. Zijn tegenstanders verweten hem een gebrek aan innovatie om de economie te stimuleren en een ongewenste toename van het sektarisme in Libanon.
In 1952 werd het Sociale Nationale Front (SNF) opgericht door onder meer Kamal Jumblatt, voorzitter van de Progressieve Socialistische Partij, Camille Chamoun (voormalig ambassadeur in Engeland) en Emile Boustani, een rijke zakenman. Het SNF stond een volledige herziening van het overheidsapparaat voor, waarbij met name sektarisme en corruptie moesten worden uitgeroeid.
Tijdens een grote demonstratie in mei 1952 riep het SNF om het aftreden van de president, een eis die werd gesteund door Falangistenleider Pierre Gemayel. Enige maanden later, op 11 september 1952, riep het SNF op tot een landelijke staking. Deze staking is bekend geworden onder de naam Rozenrevolutie aangezien het een geweldloze revolutie was. De president gaf opdracht aan de opperbevelhebber van het Libanese leger, Fouad Chehab, om de staking met geweld te stoppen, maar Chehab weigerde dit bevel uit te voeren. Een week nadat de revolutie uitbrak, trad Khoury af op 18 september 1952. Kort daarna werd Camille Chamoun door het parlement als opvolger aangewezen.

## 1958: De tweede burgeroorlog
Begin jaren vijftig in de vorige eeuw ontstond onder leiding van de Egyptische president Nasser een sterke antiwesterse beweging, het Nasserisme genaamd. Libanon, dat vanwege de deels christelijke populatie altijd sterk op het westen was gericht, kwam onder druk te staan om de contacten met het westen te beperken ten gunste van de Sovjet-Unie. Nassar had gedeeltelijk succes met zijn beweging en dit resulteerde onder meer in de unificatie van Syrië en Egypte in februari 1958, genaamd de Verenigde Arabische Republiek (VAR).
Tijdens de Libanese verkiezingen van 1958 leden zowel de Druzen onder leiding van Kamal Jumblatt als de soenni moslims onder leiding van Saeb Salam (voormalig premier) een gevoelige nederlaag. In reactie hierop braken openlijke straatprotesten uit. Ze riepen de regering op zich aan te sluiten bij de VAR.
De vlam sloeg in de pan met de moord op Nassib Metni, uitgever van de communistische krant Al Telegraf op 8 mei 1958. De overheid kreeg de schuld van zijn dood en de volgende dag braken op grote schaal onrusten uit. Later zou overigens blijken dat de oorzaak van Metni’s dood in de privé-sfeer moest worden gezocht. Op 12 mei werd een nationale staking afgekondigd en sloten het zuiden, midden en oosten van Libanon zich aan bij het verzet tegen de regering. Grofweg kan gezegd worden dat de christenen overheidsgezind waren en dat het verzet met name door moslims werd gevormd.
Het Libanese leger wilde niet ingrijpen omdat de opperbevelhebber Fouad Chehab vreesde voor het uiteenvallen van het leger in moslims en christenen. Hij zag als voornaamste taak voor het leger het bewaren van strikte neutraliteit.
De opstandelingen werden openlijk met manschappen en wapens gesteund door Syrië, die immers wilde dat Libanon zich zou aansluiten bij de VAR. Dit leidde in juni 1958 tot een officieel protest van Libanon bij de VN Veiligheidsraad, wat overigens zonder resultaat bleef.
De situatie in Libanon verslechterde na de staatsgreep in Irak op 14 juli 1958 waarbij de koninklijke familie en de premier werden vermoord. Irak was tot dan toe prowesters georiënteerd, maar de nieuwe regering koos onomwonden voor een antiwesterse koers.
Als reactie op deze regionale ontwikkelingen riep de Libanese president Camille Chamoun de hulp in van de Verenigde Staten. De Amerikanen hadden een marinevloot voor de kust van Libanon en waren bereid tot een landing op het strand nabij Beiroet om de regering te helpen.
De volgende dag landden de Amerikanen derhalve bij de badplaats Khalde, een bekende badplaats enkele kilometers ten zuiden van Beiroet. Het moet de merkwaardigste invasie ooit zijn geweest: de Amerikaanse mariniers die zich hadden voorbereid op een invasie in oorlogsgebied, werden hartelijk verwelkomd door zongebruinde Libanezen die genoten van een mooie stranddag.
Toch moet de sociale en politieke spanning indertijd niet worden onderschat. Zo trokken Britse militaire eenheden Jordanië binnen op 17 juli 1958 ter ondersteuning van de Jordanese koning die zich eveneens bedreigd voelde door de regionale ontwikkelingen, met name de recente staatsgreep in Irak.
In Libanon werd onder druk van Amerika al spoedig een overeenkomst bereikt tussen de regering en de opstandelingen en tegen het einde van september 1958 verlieten de Amerikaanse mariniers Libanon en was de rust teruggekeerd.

## 1968: Israëlische aanval op vliegveld Beiroet
Op 28 december 1968 bombardeerde het Israëlische leger de luchthaven van Beiroet en vernietigde daarbij de volledige vloot van de Libanese luchtvaartmaatschappij Middle East Airlines (MEA). De aanval was een vergelding voor de stroom van Palestijnse aanvallen vanuit het zuiden van Libanon. Het maakte eens te meer duidelijk de moeizame verhouding tussen Libanon en haar buren.

## 1969: Gevechten tussen Palestijnse strijders en het Libanese leger
Gedurende 1969 leverde het Libanese leger veelvuldig strijd met kleine, ongeorganiseerde verzetsorganisaties die Israël bestookten vanuit het zuiden van Libanon. Waarschijnlijk mede gemotiveerd door de aanval op de luchthaven van Beiroet in 1968, probeerde het leger de diverse verzetshaarden te neutraliseren.
Als reactie hierop hielden Libanese moslims demonstraties om hun steun aan de Palestijnse zaak te betuigen. Ook Syrië bemoeide zich met de strijd tegen de Palestijnse groeperingen in Libanon en verzocht de Egyptische president Nasser te bemiddelen. Dit resulteerde in een vredesverdrag tussen Yasser Arafat, de leider van Al Fatah en het Libanese leger. Het verdrag legde de Palestijnen restricties op ten aanzien van hun aanvallen op Israël in ruil voor een wapenstilstand met het Libanese leger.

## 1969-1970: Schermutselingen in Beiroet
Door de aanhoudende stroom van guerrilla-activiteiten door de Palestijnen en de reactie van het Israëlische leger hierop eind 1969 en 1970, werd het zuiden van Libanon een steeds onveiliger gebied. Het Libanese leger was nauwelijks in staat (of bereid) om bescherming aan de burgers te bieden met als gevolg dat met name sjiieten uit het zuiden van Libanon naar de hoofdstad Beiroet trokken.
Dit leidde tot diverse spanningen en gewelddadigheden tussen de “nieuwkomers”, geschat op zo’n 30.000 personen, die op zoek waren naar woonruimte en werk, en de bevolking van Beiroet die zich argwanend opstelde. Het Libanese leger moest enkele malen hard optreden om de orde te bewaren.
Aangezien het leger onder aanvoering van overwegend christelijke officieren stond, werd de verdenking gewekt dat soms overdreven hard werd ingegrepen. Als gevolg hiervan stond de notie van een neutraal leger bij het moslimdeel van de bevolking ter discussie.

## 1970-1973: Hernieuwde gevechten tussen het leger en Palestijnse guerrillastrijders
Om de migratie van het zuiden van Libanon naar de hoofdstad Beiroet tegen te gaan, stelde de regering een plan op om de bevolking in het zuiden van het land betere bescherming te bieden en zelfs te bewapenen en militair te trainen. Klaarblijkelijk kon of wilde het Libanese leger niet zelf het zuiden beschermen maar liet het over aan de burgers. Men was bang voor spanningen in het leger tussen de veelal christelijke officieren en de ondergeschikte moslim soldaten, die loyaal aan de Palestijnen waren.
Begin januari 1970 werd de opperbevelhebber van het leger, Emile Boustani, vervangen door Jean Njaim, die algemeen werd beschouwd als een voorstander van een actievere rol van het leger in het zuiden van Libanon. Njaim trad inderdaad hard op tegen de diverse Palestijnse groeperingen, maar desondanks bleef de bevolking van het zuiden van Libanon vragen om meer bescherming en hield de stroom van migranten naar Beiroet niet op.
Na een landelijke staking in mei 1970 besloot de overheid tot het daadwerkelijk inzetten van het leger in het zuiden van Libanon om de burgerbevolking beter te beschermen en om de Palestijnse guerrilla’s aan te pakken.
Een paar maanden later, echter, werd de PLO tijdens Zwarte September uit Jordanië verdreven. Het merendeel van de geharde PLO guerrillastrijders kwam in Libanon terecht en zocht aansluiting bij de groeperingen die zich al in het zuiden van het land bevonden. Ook zocht men steun bij de diverse Libanese moslimbewegingen. Vanuit het zuiden van Libanon werd vervolgens de strijd met aartsvijand Israël voortgezet.
Deze ontwikkeling bracht verdeeldheid in Libanon tussen de christelijke leiders, die refereerden aan het verdrag dat in Caïro was gesloten ter beteugeling van de guerrilla-activiteiten en de moslimleiders die openlijk sympathiseerden met de Palestijnse zaak.
Israël, dat zich bedreigd voelde door de Palestijnse guerrilla’s, viel het zuiden van Libanon binnen in reactie op de moordaanslagen op het Israëlische olympische team in München in september 1972.
Een paar maanden voerde een Israëlische commando eenheid een aanval uit op Palestijnse guerrilla’s in Beiroet waarbij drie leiders werden gedood. Deze actie werd als een blamage beschouwd voor de minister-president Saib Salam, die daarop aftrad.
In mei 1973 escaleerde de gevechten tussen het Libanese leger en voornamelijk Palestijnse strijders, zowel in Beiroet als in andere delen van Libanon. Toen vanuit Syrië aanvullende Palestijnse gevechtskrachten Libanon binnenkwamen, kondigde de regering de noodtoestand uit. Daarnaast voerde de regering geheime onderhandelingen met de Palestijnse guerrilla’s dat resulteerde in een verdrag en afname van de gevechten.

## 1975-1990: Libanese Burgeroorlog
In 1975 brak in Libanon een burgeroorlog uit die uiteindelijk in 1990 eindigde.

## 2006: Israëlisch-Libanese Oorlog
In juli 2006 werd door de Hezbollah beweging twee Israëlische militairen gegijzeld. Als antwoord begon Israël een oorlog tegen Libanon die 34 dagen zou duren.

## 2011-Arabische Lenteen uitbreiding van deSyrische Burgeroorlognaar Libanon
Libanon kwam naar verhouding de Arabische Lente rustig door met protesten gevolgd door regeringswijzigingen. De Syrische Burgeroorlog die hier in buurland Syrië het gevolg van was, breidde zich echter snel uit naar Libanon. Op 17 juni 2011 braken voor het eerst onlusten uit in Tripoli tussen partijen die voor en tegen de Syrische regering waren, en deze zouden met regelmaat voortduren. Het jaar daarop braken schermutselingen uit aan de Libanees-Syrische grens, met name tussen Hezbollah en soennitische Syrische rebellen. Nadien raakten ook Libanese regeringstroepen hierbij betrokken evenals al-Nusra en de Islamitische Staat. Aan de andere kant steunde Hezbollah zijn broodheer Assad. Hoewel de Islamitische Staat een stuk land rondom Arsal in bezit kon nemen, verhinderden Hezbollah en de Libanese regeringstroepen een verdere opmars van de beweging. 